# Rachel Bloom

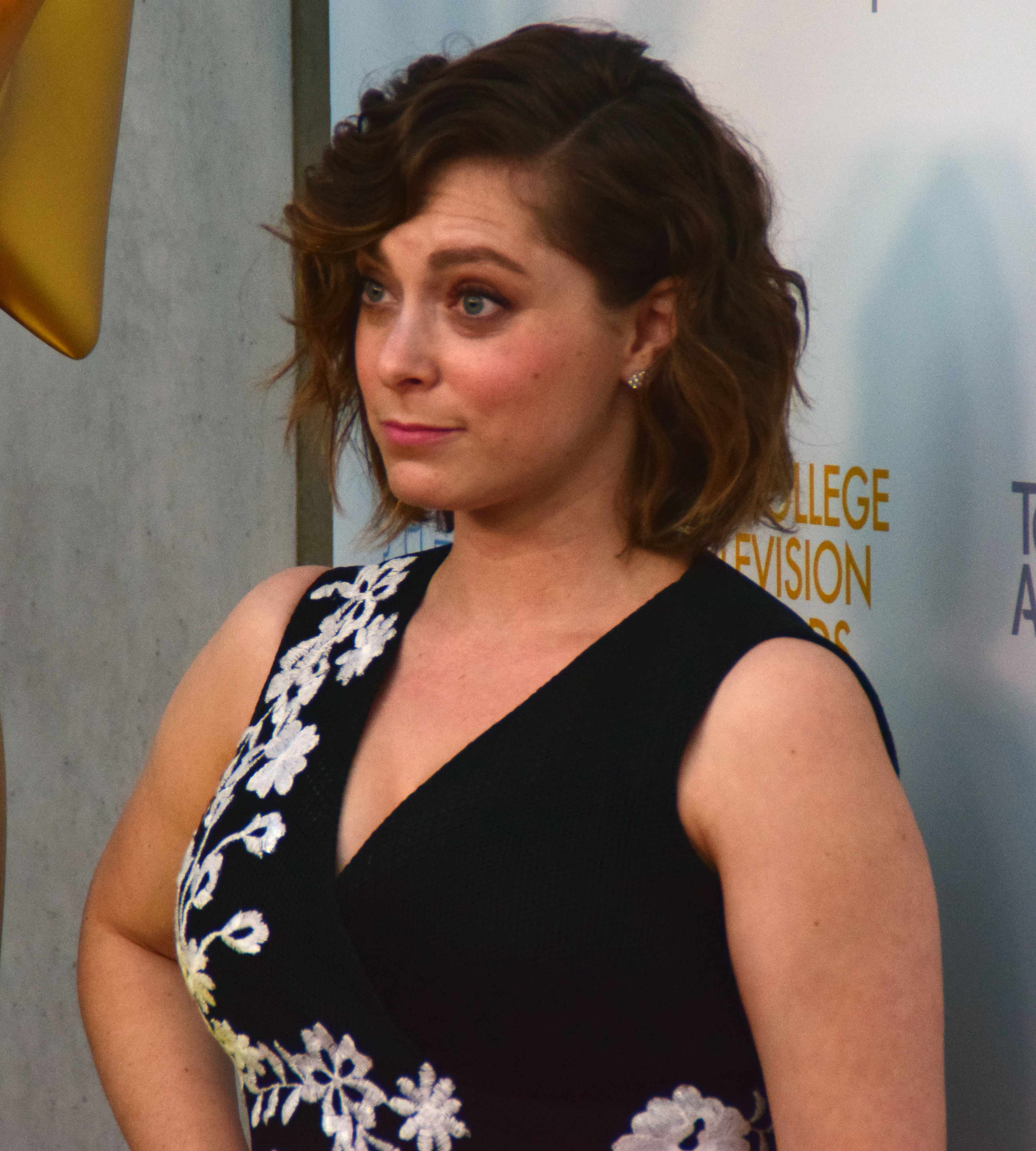
Rachel Bloom (2016)

Rachel Leah Bloom (* 3. April 1987 in Manhattan Beach, Los Angeles County, Kalifornien) ist eine US-amerikanische Schauspielerin, Komödiantin, Sängerin und Drehbuchautorin.

## Leben
Bloom wurde in Los Angeles, Kalifornien geboren und wuchs in Manhattan Beach auf. 2009 schloss sie ihre Schauspielausbildung an der Tisch School of the Arts der New York University ab. 2015 entwickelte sie zusammen mit Aline Brosh McKenna die Idee zur CW-Dramedy Crazy Ex-Girlfriend, in der Bloom auch die Hauptrolle der Rebecca Bunch spielt. Für diese Rolle wurde sie 2016 mit dem Golden Globe als beste Serien-Hauptdarstellerin – Komödie oder Musical ausgezeichnet.

## Filmografie (Auswahl)
Als Schauspielerin/Synchronsprecherin
- 2009: Bob vs. Society
- 2011: Charlie Brown: Blockhead’s Revenge (Kurzfilm)
- 2012: The Hunger Pains (Kurzfilm)
- 2012: How I Met Your Mother (Fernsehserie, Episode 7x16)
- 2012–2015: Robot Chicken (Fernsehserie, 7 Episoden, Stimme)
- 2014: BoJack Horseman (Fernsehserie, 4 Episoden, Stimme)
- 2015–2019: Crazy Ex-Girlfriend (Fernsehserie)
- 2018: My Little Pony – Freundschaft ist Magie (My Little Pony: Friendship is Magic, Fernsehserie, 1 Episode, Stimme)
- 2019: Angry Birds 2 – Der Film (The Angry Birds Movie 2, Stimme)
- 2020: Trolls World Tour (Stimme)
- 2020: Extinct (Stimme)
- 2022: Reboot (Fernsehserie, 8 Episoden)
- 2022: The School for Good and Evil
- 2022: iCarly (Fernsehserie, Episode 2x05)
- 2022: Bar Fight!
- 2023: Julia (Fernsehserie, 5 Episoden)
- 2023: Your Place or Mine
- 2024: Frasier (Fernsehserie, Episode 2x05)
- 2024: Behind the Lines

Als Drehbuchautorin
- 2012–2014: Robot Chicken (Fernsehserie, 21 Episoden)
- 2015–2019: Crazy Ex-Girlfriend (Fernsehserie, Schöpferin)

Musikvideos
- Fuck Me, Ray Bradbury (2010)[6]
- I Steal Pets (2011)[7]
- The Secret of the Gypsy Queen (2012)[8]